# Donald Edward Machholz
Donald Edward Machholz (Portsmouth, 7 ottobre 1952 – Wikieup, 9 agosto 2022) è stato un astronomo statunitense.

## Biografia
Donald Edward Machholz risiedeva a Colfax, in California. Scoprì dodici comete, tra cui le comete periodiche 96P/Machholz e 141P/Machholz e la cometa non periodica C/2004 Q2 Machholz che nel 2004 e nel 2005 è stata facilmente osservabile nei cieli settentrionali con il binocolo. La scoperta di queste comete fece di Machholz il più prolifico scopritore visuale americano di comete della sua epoca.
Era considerato uno degli inventori della Maratona Messier, una prova individuale durante la quale si cerca di osservare in una sola notte tutti gli oggetti presenti sul Catalogo di Messier.
Morì nel 2022, per complicazioni da Covid-19.

## Riconoscimenti
Nel 2005 e nel 2010 ricevette il Edgar Wilson Award , gli è stato assegnato nuovamente nel 2019 postumo (il premio è stato assegnato materialmente nel 2024) . 
Machholz ottenne anche il Tuthill Comet Award, ora non più assegnato, consistente in 250 dollari e una targa.
Gli è stato dedicato un asteroide, 245983 Machholz.

## Comete Machholz
Le comete scoperte da Machholz in ordine di scoperta:
| Cometa                                | Data di scoperta  |
| ------------------------------------- | ----------------- |
| C/1978 R3 Machholz                    | 12 settembre 1978 |
| C/1985 K1 Machholz                    | 27 maggio 1985    |
| 96P/Machholz                          | 12 maggio 1986    |
| C/1988 P1 Machholz                    | 6 agosto 1988     |
| C/1992 F1 Tanaka-Machholz             | 31 marzo 1992     |
| C/1992 N1 Machholz                    | 2 luglio 1992     |
| C/1994 N1 Nakamura-Nishimura-Machholz | 6 luglio 1994     |
| 141P/Machholz                         | 13 agosto 1994    |
| C/1994 T1 Machholz                    | 8 ottobre 1994    |
| C/2004 Q2 Machholz                    | 27 agosto 2004    |
| C/2010 F4 Machholz                    | 26 marzo 2010     |
| C/2018 V1 Machholz-Fujikawa-Iwamoto   | 7 novembre 2018   |